# Жирар, Пьер Симон
Пьер Симон Жирар (фр. Pierre-Simon Girard, 4 ноября 1765, Кан — 30 ноября 1836, Париж) — французский физик и инженер.

## Биография
Пьер Симон Жирар родился 4 ноября 1765 года в Кане. Обучался в Национальной школе мостов и дорог. В 1792 году получил премию Академии наук за работу о шлюзах и был членом учёной комиссии, сопровождавшей Наполеона в Египет.
Жирар руководил при Наполеоне масштабными работами по строительству канала, соединяющего реку Урк с Сеной в центре Парижа (Уркский канал), который обеспечил город питьевой водой и упростил судоходство (во втором качестве используется поныне). Все данные относительно строительства, происходившего под наблюдением Жирара, изложены им в «Mémoires sur le canal de l’Ourcq et la distribution de ses eaux» (1831—1846). 
Опубликовал ряд научных трудов,  в частности  «Traité analytique de la résistance des solides etc.» (1798); «Essai sur le mouvement des l’eaux courantes et la figure qu’il convient de donner aux canaux» (1804) и др. Из других работ Жирара известны его физические опыты со «светильным газом» в длинных трубах.
Пьер Симон Жирар умер 30 ноября 1836 года в городе Париже.